# Grupo de Bompas

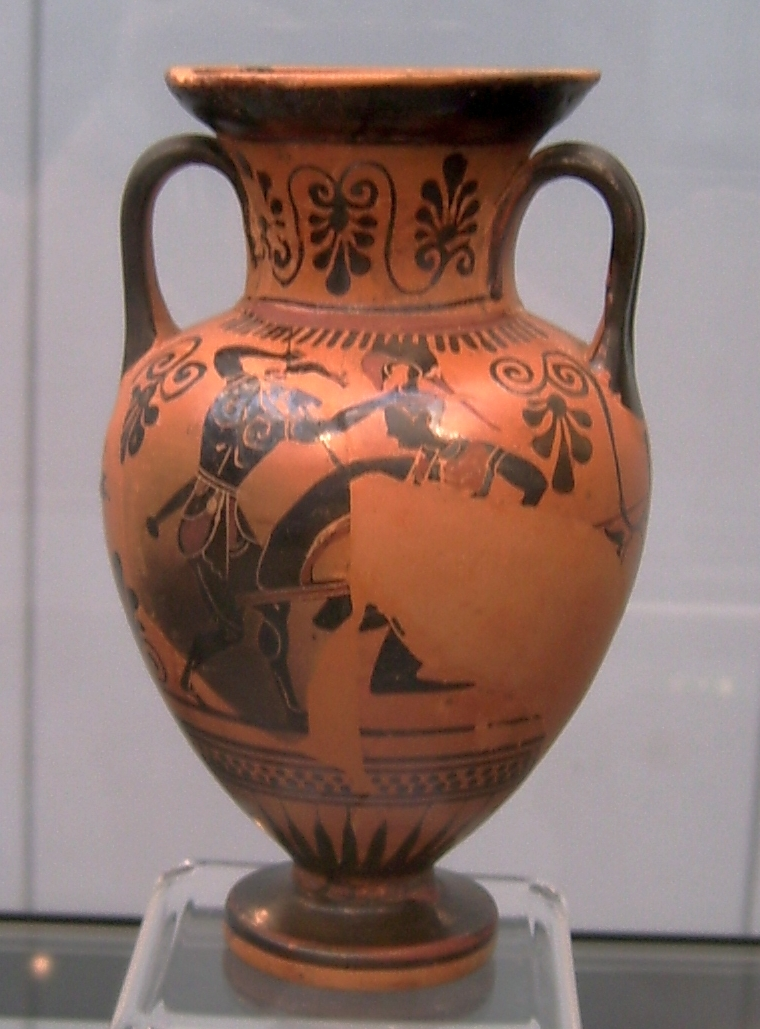
Ánfora de cuello del Pintor del Vaticano G 31, Grupo de Bompas, Múnich, Staatliche Antikensammlungen Inv. 1611

El Grupo de Bompas fue un grupo de pintores de ánforas áticas de figuras negras de cuello muy pequeño, que se produjeron en el primer cuarto del siglo V a. C. El grupo fue nombrado por John Beazley en honor a un vaso que estuvo en la colección de Harold Bompas.
El grupo pertenece a la Clase de las bandas de puntos y, como esta, se distingue por sus característicos elementos decorativos, una banda de puntos debajo de la imagen y tres palmetas a cada lado del cuello. Los vasos fueron atribuidos por Beazley debido a su muy similar estilo de dibujo, que recuerda al del Pintor de Edimburgo. Asignó dos vasos al Pintor de Bompas y otros tres al Pintor del Vaticano G 31.